# Manorina flavigula
El mielero goligualdo o manorina de garganta amarilla (Manorina flavigula) es una especie de ave paseriforme de la familia Meliphagidae endémica de Australia. Su distintiva rabadilla de color blanco lo hace fácil de observar en el campo y lo distingue de las otras especies de su género.
Se alimentan de invertebrados, néctar, polen, insectos y semillas. Son los más ampliamente distribuidos del género Manorina y habitan bosques abiertos y matorrales en la mayor parte de Australia. Viven en grupos, son sociales, ruidosos y defienden sus territorios o recursos de otras especies de aves. Su comportamiento generalmente se compara con su pariente cercano, el mielero chillón, ya que comparten posturas, llamadas e interacciones, aunque el mielero goligualdo no está tan bien estudiado.

## Taxonomía
En 1840 John Gould nombró al mielero goligualdo Manorina flavigula que significa «garganta amarilla». Pertenece a la familia Meliphagidae, que es parte de la superfamilia Meliphagoidea. Comparte el género Manorina con otros tres mieleros endémicos de Australia: el mielero cejinegro (M. melanophrys), el mielero chillón (M. melanocephala) y el amenazado mielero orejinegro (M. melanotis). Todos fueron previamente clasificados en el género Myzantha que a veces es listado como subgénero para estas especies.

### Subespecies
Se reconocen cinco subespecies:
- M. f. flavigula (Gould, 1840) – en el este de Australia;
- M. f. lutea (Gould, 1840) – en el noroeste de Australia;
- M. f. melvillensis (Mathews, 1912) – en la isla Melville;
- M. f. obscura (Gould, 1841) en el suroeste de Australia;
- M. f. wayensis (Mathews, 1912) – en el oeste, centro y sur de Australia.

## Descripción
El color y la forma del mielero goligualdo son muy similares a las del mielero chillón y el mielero orejinegro con los que está estrechamente relacionado. Es un mielero de tamaño mediano, que alcanza una longitud de entre 22 y 28 centímetros, una envergadura de entre 120 y 138 mm, y la longitud del pico de unos 25 mm. Los adultos pesan entre 50 y 61 gramos.

## Distribución y hábitat
Tiene la distribución más amplia de las especies del género Manorina y se encuentra en la mayor parte de Australia, excepto al este de la Gran Cordillera Divisoria, en la península del Cabo York, en el noreste del Territorio del Norte y en las partes más secas de Australia central.
Viven principalmente en regiones áridas y semiáridas, pero también se extienden a zonas templadas, tropicales y subtropicales. Se encuentran en bosques y matorrales que incluyen acacias, eucaliptos, mallee y casuarinas. Al igual que los mieleros chillones, les gustan los bordes de los bosques y, por lo tanto, se adaptan bien a los hábitats perturbados y se pueden encontrar en áreas de brotes nuevos y a lo largo de carreteras o cerca de tierras despejadas. Aunque prefieren la cubierta del bosque, se aventuran más lejos en áreas abiertas, como pastizales, que los mineros chillones.